# Eduardo Enedino Gomes
Eduardo Enedino Gomes (? — ?) foi um médico e político brasileiro.
Formado na Faculdade de Medicina da Bahia. Foi eleito  deputado estadual, à 22ª Legislatura da Assembleia Legislativa do Rio Grande do Sul, de 1893 a 1897.